# Bảo tàng Nam Kinh
Bảo tàng Nam Kinh (tiếng Trung: 南京 博物院; bính âm: Nánjīng Bówùyuàn) nằm ở Nam Kinh, thủ phủ của tỉnh Giang Tô ở miền Đông Trung Quốc. Với diện tích 70.000 mét vuông (17 mẫu Anh) và hơn 400.000 vật phẩm trong bộ sưu tập, nó là một trong những viện bảo tàng lớn nhất ở Trung Quốc. Đặc biệt, bộ sưu tập đồ sứ triều đình nhà Minh và nhà Thanh của bảo tàng cũng thuộc hàng lớn nhất thế giới.